# Bitwa pod Dytiatynem
Bitwa pod Dytiatynem – bitwa stoczona 16 września 1920 przez III batalion 13 pułku piechoty z dwiema brygadami Armii Czerwonej. Bitwa zyskała miano Polskich Termopil.

## Tło
W ramach ofensywy 6 Armii gen. Stanisława Hallera w Galicji Wschodniej, 8 Dywizja Piechoty płk. Stanisława Burhardt-Bukackiego rozpoczęła 15 września natarcie z pozycji nad Dniestrem i Świrzem w kierunku Podhajec. Przeciwnik stawiał zaciekły opór, opóźniając marsz dywizji. Wchodzący w skład dywizji 13 pułk piechoty kpt. Jana Gabrysia z plutonem 7 baterii 8 pułku artylerii polowej i 4 baterią 1 pułku artylerii górskiej otrzymał rozkaz posuwania się między kolumną XVI Brygady Piechoty, maszerującą z Halicza przez Zawałów na Podhajce, a 33 pp, kierującym się na Telacze. Około 19:00 13 pułk otrzymał rozkaz opanowania do południa 16 września miejscowości Rudniki nad Złotą Lipą (na zachód od Podhajec).
Ponieważ większość pododdziałów pułku była zaangażowana w walkach pod Herburtowem, Kunaszowem i Bołczowem, kpt. Gabryś rozpoczął marsz na Rudniki z 9 i 11 kompanią III batalionu, kompanią techniczną, oddziałem konnych zwiadowców i przydzieloną artylerią. Oddział liczył łącznie około 600 żołnierzy, 6 dział i 7 ckm. I batalion miał dołączyć do kolumny kpt. Gabrysia w Dytiatynie, zaś II batalion maszerował do Rudnik samodzielnie. W tym czasie Sowieci rozpoczęli odwrót znad Gniłej Lipy. Od zachodu i północnego zachodu na Dytiatyn cofały się brygada 8 Dywizji Kawalerii Czerwonych Kozaków i 123 Brygada Strzelców (razem około 1800 żołnierzy, 16 dział i kilkadziesiąt ckm-ów).

## Siły

### Strona polska
- 13 pułk piechoty (bez dwóch batalionów):
  - III batalion (2 kompanie strzeleckie i kompania ckm)
  - kompania techniczna,
  - pluton telefoniczny,
  - oddział konnych zwiadowców;
- dowództwo III / 8 pułku artylerii polowej
  - dowódca dywizjonu – kpt. Władysław Domański †16 IX 1920,
  - adiutant – ppor. Kazimierz Kaliszek †16 IX 1920,
  - 7/ 8 pułku artylerii polowej – ppor. Zygmunt Gużewski,
  - 4/ 1 pułku artylerii górskiej – kpt. Adam Zając †16 IX 1920,
- Łącznie: ok. 600 żołnierzy (w tym 60 kawalerzystów), 6 dział, w tym haubice górskie wz. 16, 6 ckmów.

### Strona bolszewicka
- 8 Dywizja Kawalerii,
- 123 Brygada Strzelców,
- 366 pułk strzelców.
- Łącznie: ok. 2200 żołnierzy: ok. 1000 bagnetów, 1200 szabel, 5 dział, 20 ckmów.

## Bitwa o wzgórze 385
Około godziny 9:00 rozpoczęła się ośmiogodzinna bitwa III batalionu zajmującego pozycje na wzgórzu 385, położonym na północny wschód od Dytiatyna. Kolumna kpt. Gabrysia wyparła słaby oddział sowiecki ze wzgórza. Jednocześnie do Dytiatyna przybył I batalion 13 pp. Kapitan Gabryś skierował I batalion do Rudnik. 9 i 10 kompania zajęły pozycje na wzgórzu w okopach z I wojny światowej, frontem na północny wschód. Po rozpoznaniu podchodzącego przeciwnika ostrzelano go z dział i ckm-ów, zadając mu duże straty. Sowieci wycofali się jednak i rozpoczęli ostrzał wzgórza 385, niszcząc jedno działo. Około 11:00 Polacy odparli natarcie piechoty i spieszonej kawalerii. Następnie Sowieci przeprowadzili nieudaną szarżę kawalerii na skrzydło Polaków. Około 13:00 Armia Czerwona przeprowadziła kolejne natarcie, wsparte silnym ogniem artylerii, który uszkodził dwa działa baterii górskiej. Kozacy, wykorzystując pocięty teren, podjeżdżali pod polskie pozycje, szukając luk w obronie. Odpieranie szarż powodowało duże zużycie amunicji. Po rozpoznaniu przeciwnika kpt. Gabryś wysłał meldunki do dowództwa XVI BP, która w marszu na Podhajce razem z taborami 8 DP omijała Dytiatyn od południa. Załamanie się obrony na wzgórzu 385 umożliwiłoby przeciwnikowi wyjście na skrzydło brygady, to zaś niosło groźbę opóźnienia działań 8 DP lub nawet rozbicia XVI BP. Do I batalionu 13 pp w Rudnikach kpt. Gabryś wysłał rozkaz skierowania pod Dytiatyn jednej kompanii.
Około godz. 14:00 nieprzyjaciel rozpoczął czwarte natarcie. Grupa kozaków ominęła prawe skrzydło obrony i wdarła się do Bokowa na tyłach pozycji polskiej. Kontratak odwodowego plutonu 11 kompanii zaskoczył i rozproszył zajętą rabunkiem kawalerię. Wobec dużych strat i wyczerpywania się amunicji kpt. Gabryś, po naradzie z oficerami, wydał rozkaz opuszczenia wzgórza 385. Zamierzał wycofywać się na południe, aby opóźniać marsz Armii Czerwonej i osłonić skrzydło XVI BP. Przed godziną 16:00 jako pierwsza wyruszyła kompania techniczna z konnymi zwiadowcami, taborem i dowództwem pułku.
Gdy reszta oddziałów szykowała się do opuszczenia wzgórza, brygada 8 DK przystąpiła o godz. 16:00 do piątego natarcia. Kawaleria wdarła się do okopów na lewym skrzydle, odsłoniętym po odejściu kompanii technicznej. Rozgorzała walka wręcz, którą rozstrzygnął kontratak małego oddziału, doraźnie sformowanego z artylerzystów. Zanim Polacy wznowili odwrót, po piętnastu minutach ruszyła kolejna szarża. Gdy zostały zniszczone ostatnie cekaemy, a bateria górska wyczerpała amunicję, resztki obu kompanii pod naporem kozaków opuściły wzgórze, a następnie podjęły próbę przebicia się do Nosowa nad Złotą Lipą. 9 kompania, która walczyła resztkami amunicji, po przebyciu dwóch kilometrów napotkała 2 kompanię 1 batalionu, wysłaną na pomoc obrońcom Dytiatyna. Razem z nią dotarła wieczorem do Nosowa, 11 kompania została rozproszona przez kawalerię i tylko jej resztki dołączyły do I batalionu.
Na szczycie wzgórza 385 kawaleria otoczyła obsługę baterii oraz 2 pluton 9 kompanii osłaniający działa. Grupa ta, dowodzona przez kpt. Adama Zająca (dowódca 4 baterii 1 pagór.), nie odpowiedziała na wezwanie do kapitulacji. Po zużyciu amunicji w większości poległa w walce wręcz. Kozacy dobili ciężko rannych. Dowództwo pułku z kompanią techniczną bezskutecznie oczekiwało we wsi Hnilcze na dołączenie reszty pododdziałów. Przed wieczorem, pod naciskiem kawalerii, wycofano się do wsi Horożanka.

### Znaczenie bitwy
Bój pod Dytiatynem na cały dzień zatrzymał marsz dwóch brygad sowieckich. Bitwa ta przeszła do historii oręża polskiego jako symbol do końca spełnionego żołnierskiego obowiązku.
16 września był do 1939 świętem 1 pułku artylerii motorowej, a 4 bateria pułku nosiła nazwę „baterii śmierci”. Na polu bitwy wzniesiono kaplicę-pomnik (zniszczoną w 1948). Straty polskie: 97 poległych, 86 rannych, 6 dział i 5 cekaemów. Straty sowieckie nieznane.
Walki żołnierzy polskich pod Dytiatynem  zostały upamiętnione na Grobie Nieznanego Żołnierza w Warszawie, napisem na jednej z tablic w II RP i po 1990 r. - „DYTIATYN  16 IX 1920”.